# Mount Razorback
Mount Razorback (deutsch Finnwalberg) ist ein rund 1600 m hoher und zerklüfteter Berg im ostantarktischen Viktorialand. Er ragt in den Staten Island Heights der Convoy Range auf.
Die neuseeländische Nordgruppe der Commonwealth Trans-Antarctic Expedition (1955–1958) benannte ihn deskriptiv nach seiner an einen Finnwal erinnernden Form.